# Londres (Céline)
Londres est un roman posthume de Louis-Ferdinand Céline, écrit vers 1934, publié le  13 octobre 2022. Il fait partie des écrits disparus à la Libération et réapparus en 2020. Le texte est un premier jet. Il s'inspire du séjour de Céline à Londres de mai 1915 à mai 1916, expérience qui inspire également Guignol's Band. Mais les deux histoires sont différentes.
Londres est la suite de Guerre. L'action se transporte dans la capitale du Royaume-Uni, pendant la Première Guerre mondiale, dans l'univers malsain de proxénètes français qui évitent de se faire remarquer, craignant d'être envoyés en prison ou au front. Les déambulations de ces oisifs hauts en couleur font découvrir la ville par petites touches. L'argot pittoresque de la pègre donne beaucoup de saveur au texte. Orgies, bagarres et scènes de sexe débridées rythment le récit. Si la violence est bien là, le narrateur Ferdinand rappelle à diverses reprises à ses compagnons que le comble de l'horreur, la pire des violences, c'est la guerre.

## Genèse

### Sources d'inspiration
Le 10 mai 1915, le futur Céline, le maréchal des logis Louis Destouches, âgé de 21 ans, blessé de guerre, réformé provisoire, titulaire de la médaille militaire et de la croix de guerre, est affecté à Londres, au service des visas du consulat de France. Il mène une vie de plaisirs, et fait la connaissance de proxénètes français.
En décembre 1915, il est définitivement réformé. Il quitte le consulat. Il loge désormais au 4 Leicester Street,. C'est dans cette rue qu'il situe, dans son roman, la Leicester Pension.
Le 19 janvier 1916 il épouse Suzanne Nebout, danseuse et entraîneuse de bar, devant l'officier du Register Office (en) du district de St Martin. Mais l'acte de mariage n'est pas transmis au consulat français pour enregistrement. Valide au regard de la loi britannique, cette union ne l'est donc pas à celui de la loi française. Le 10 mai, Céline embarque à Liverpool pour le Cameroun.
Suzanne a une sœur prénommée Henriette. On peut donc voir Suzanne et Henriette comme ayant inspiré les personnages d'Angèle et de Sophie, même s'il est probable que les souvenirs de l'auteur sont amplement transposés.
Dans les années 1920, Céline se documente auprès de Joseph Garcin, impliqué dans le milieu des proxénètes français de Londres, et qui a peut-être inspiré le personnage de Cantaloup. Il obtient également des renseignements de Jean Cive, bien introduit dans le milieu londonien. Dans la première moitié des années 1930, époque de la rédaction du roman, Céline se rend plusieurs fois à Londres.

### Datation
La datation de Guerre fait débat. Pour ce qui concerne la rédaction de Londres, Régis Tettamanzi propose 1934, date qui ne semble pas remise en cause.

### Manuscrit
Le 17 juin 1944, craignant d'être inquiété lors de la libération de Paris, Céline part précipitamment vers l'Allemagne, laissant dans son appartement des textes inédits dont on perd la trace. Ce n'est qu'en juin 2020 que certains d'entre eux réapparaissent. L'affaire est révélée au public le 4 août 2021 par un article de Jérôme Dupuis dans Le Monde.
Londres est le plus volumineux des manuscrits retrouvés : 1 161 feuillets, ce qui va donner un texte imprimé de quelque 500 pages. Il est de la main de Céline. Aucune feuillet ne manque. Le récit est achevé. Il est en trois parties, que Céline a intitulées  Londres I, Londres II et Londres III.
La première partie, qui compose la première moitié du texte, est corrigée, mais loin de l'état auquel Céline a soin habituellement d'amener ses écrits. « On y trouve, dit Régis Tettamanzi, des corrections en nombre relativement limité, mais non des reprises majeures de séquences entières. » Les deux autres parties sont encore moins retravaillées que la première. Le caractère brut du texte peut expliquer la présence de passages anecdotiques, d'extravagances, de violence, d'outrances de langage et de crudité de description : Céline choisit probablement de ne pas se brider lors du premier jet, se réservant de l'édulcorer par la suite. On ignore si la version retrouvée a été précédée ou suivie d'un autre état de rédaction. On ignore pourquoi Céline n'a pas publié ce texte, durant les dix années où le manuscrit est resté en ses mains,.

### Publication
L'édition de Londres est établie et présentée par Régis Tettamanzi. Le livre est publié par Gallimard le 13 octobre 2022, soit cinq mois après Guerre qui, à cette date, s'est déjà vendu à 163 000 exemplaires.

## Résumé

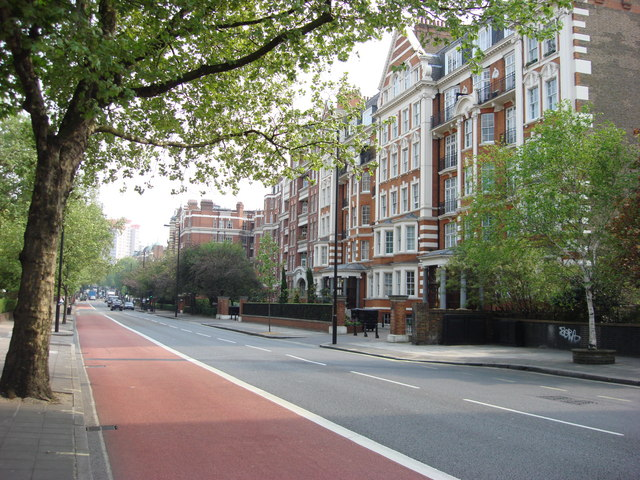
Maida Vale, avenue chic où demeure Angèle.

À la fin de Guerre, le brigadier Ferdinand, blessé, décoré de la médaille militaire, proxénète débutant, embarquait pour l'Angleterre, pour rejoindre sa prostituée Angèle et le riche client de celle-ci, le major Purcell. On retrouve ces trois personnages dans Londres.

### LondresI
Purcell se partage entre son usine de Londres et le front. Il loge Angèle dans un beau quartier, « du côté de Marble Arch ». Ferdinand vit sur Leicester Street, dans la Leicester Pension où sont une bande de proxénètes français et leurs vingt-cinq prostituées. La pension est devenue de ce fait une maison de passe. Un souteneur dont les deux gagneuses exercent en France, Bijou, est soupçonné d'être un indicateur, mais il n'a livré personne pour le moment. Ces oisifs ont pour amis Cool Lawrence Gift, aristocrate alcoolique, et Borokrom, un ancien terroriste bulgare.

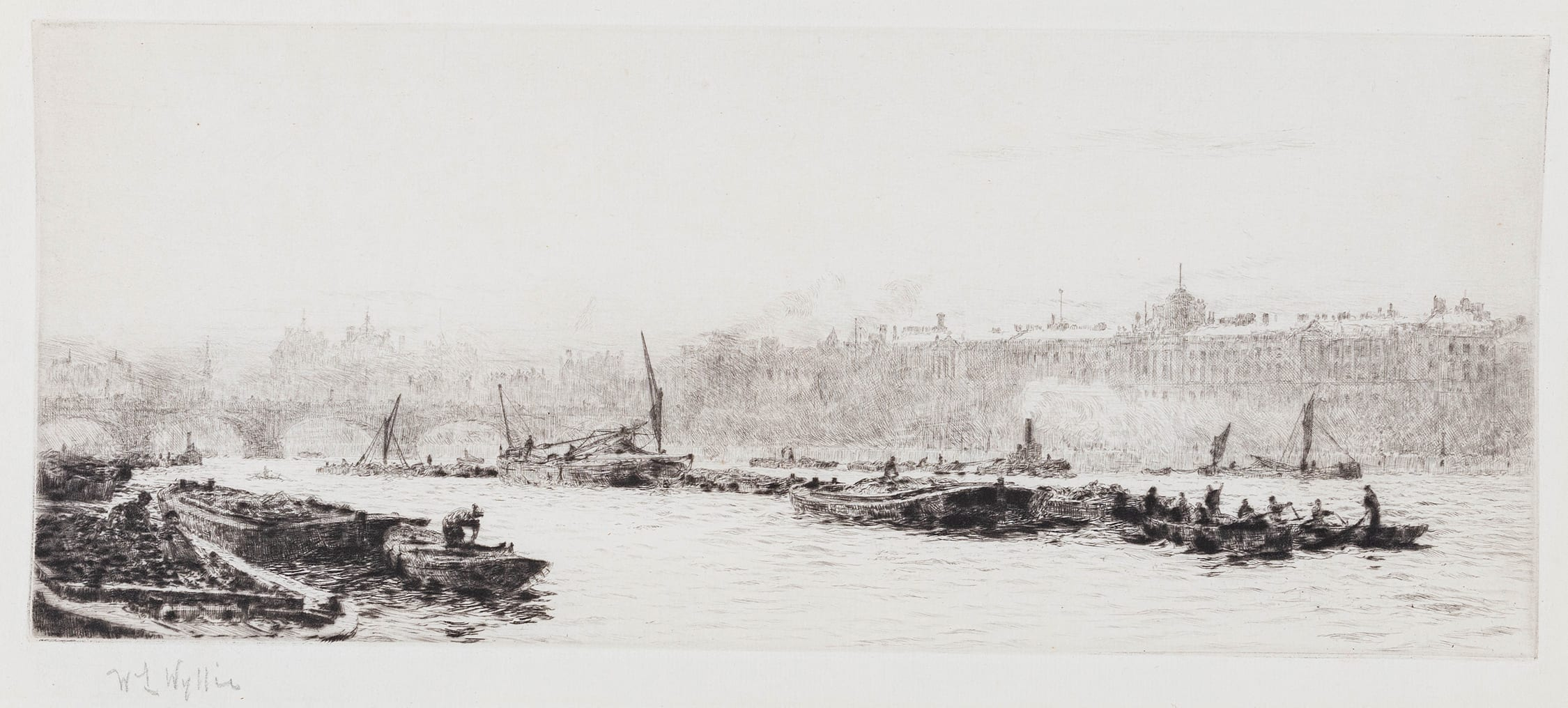
Le port de Londres vers 1915.

Après une vilaine bagarre contre des dockers dans le bouge de la mère Crockett, Ferdinand et Borokrom errent plusieurs jours à travers Londres en tirant une voiture à bras contenant le corps de Bijou. Ils finissent par se rendre chez un médecin juif polonais, le docteur Yugenbitz, pour obtenir un certificat de décès. Yugenbitz leur apprend que Bijou est toujours vivant. Pendant plus d'un mois, il va le soigner chez lui et très généreusement accorder l'hospitalité à Ferdinand et Borokrom. Médecin des pauvres, pauvre lui-même, il a déjà beaucoup de mal à nourrir les siens, mais toute la famille accepte de bon cœur de partager avec ses hôtes. Une sardine par personne. Il n'y a pas de dessert : les confitures sont réservées aux fillettes, qui en ont en fin de repas, deux fois par semaine.
Borokrom se rend utile en passant la paille de fer et en racontant brillamment des histoires aux filles. Quant à Ferdinand, le docteur l'encourage à puiser dans sa bibliothèque pour s'initier à la médecine. Il lui demande aussi de l'accompagner dans ses visites aux malades, et parfois même d'y aller seul. Borokrom met à profit les absences de Ferdinand pour coucher avec l'épouse de leur bienfaiteur, boire deux litres d'alcool à 90° et vider une bonbonne d'éther. Lorsque l'on s'aperçoit qu'il a mangé toutes les confitures des fillettes, Sarah, cinq ans, le chasse à jamais de la maison.
Une fois Bijou à peu près rétabli, il rejoint la pension Leicester en compagnie de Ferdinand. Les proxénètes finissent par retrouver Borokrom, qu'ils vont héberger dans les combles de la pension.
Il n'est plus possible d'envoyer les prostituées malades ou enceintes à Boulogne pour s'y faire soigner ou pour avorter. Il faut donc avoir un médecin sur place. Ferdinand propose le docteur Yugenbitz. Celui-ci accepte d'autant plus volontiers qu'il est réclamé par la police du Tsar et qu'il a huit jours pour quitter les Îles Britanniques. Même en Espagne, où il a envoyé sa femme et ses filles, il risque d'être étranglé. On le cache dans les combles, en compagnie de Borokrom.
Pendant ce temps, dans son usine, le major Purcell se passionne pour la conception de masques à gaz. Tout à son obsession nouvelle, il devient pudique. Il délaisse Angèle. Il porte un masque en permanence, même à table.

### LondresII
Le petit frère de Moncul lui fait parvenir un énorme diadème volé, serti de diamants. Moncul doit maintenant le vendre. Le baronet Lawrence Gift est désigné pour s'en charger. Il se présente chez le bijoutier Bighame, qui comprend tout de suite, délivre un reçu, garde le diadème et demande au candide Lawrence, qui a donné son véritable nom, de revenir le lendemain. Le diadème est donc perdu.

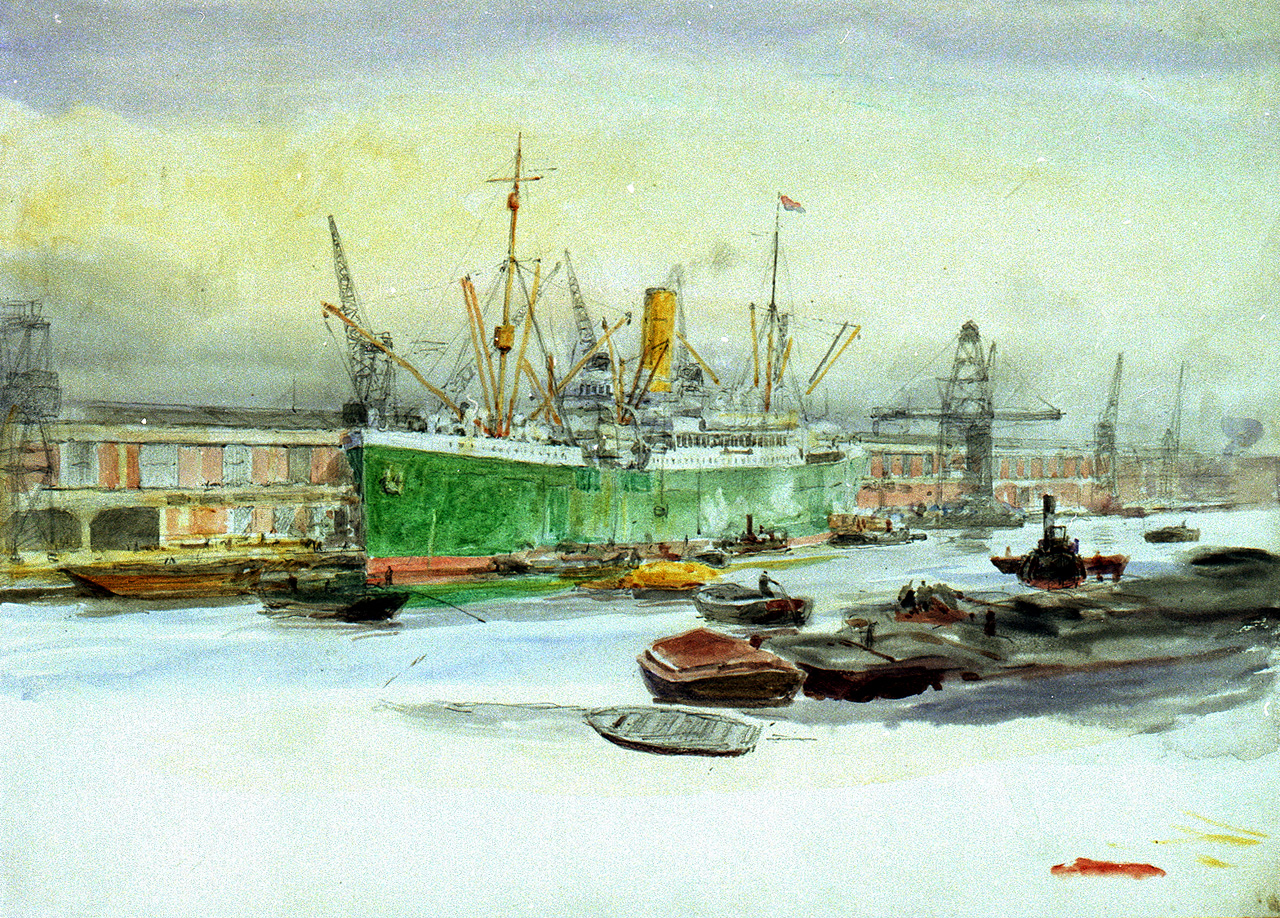
Les docks de Londres vers 1920.

La grande Ursule a mis la main sur un billet de Bijou destiné à un policier : « Les voleurs du diadème sont pas loin, y a qu'à arrêter Julien Tregonet, dit « Je-l'emporte », dit « Moncul ». Il dira tout. » Moncul étrangle Bijou. Toute la bande est consternée. Cantaloup fulmine : « On est jolis tous, pas ? on est confortables, pas ? Qui c'est qui va nous branler au bout à la corde ? Hein, qui c'est ? » Il prend une décision. Le borgne Moncul va devenir Bijou. Il ne portera plus son bandeau, mais son œil de verre. Il vivra au dock Aberdeen. Et il ne se fera plus remarquer. Il n'adressera la parole à personne. La domestique irlandaise Mabel, follement éprise de lui, lui portera ses repas.
Yugenbitz extirpe un œil du cadavre. On revêt celui-ci de l'uniforme de zouave de Moncul, dans lequel on met tous ses papiers et sur lequel on épingle sa médaille militaire. On jette le tout dans la Tamise, un pavé au cou. Cantaloup, expert en la matière, sait dans combien de jours et à quel endroit on retrouvera le corps.
Yugenbitz échoue dans une tentative d'avortement sur la Joconde. Ursule conduira donc celle-ci chez des religieuses de Rennes, où elle accouchera. Pour qu'Ursule puisse revenir au Royaume-Uni, Cantaloup va l'épouser. Ce qui incite les autres régulières à vouloir épouser leur homme.
Lawrence est arrêté pour l'affaire du diadème. On sait qu'il ne parlera pas.
Par prudence, on ne se marie pas au consulat français. Les couples se rendent au Registry. Ursule épouse Cantaloup, la petite Léonie épouse le gros Raoul, Hortense épouse René, Gertrude épouse René Troussepette, Angèle épouse Ferdinand, et la plupart signent d'une croix. Puis toute la bande part faire la fête chez Angèle. Sophie, la jeune sœur d'Angèle, apporte de la cocaïne et annonce que la police se renseigne à propos de la disparition de Bijou.
Soudain, Moncul fait son apparition, ivre de rage de n'avoir pas été invité. L'orgie bat son plein. Moncul veut frapper d'une bouteille de cognac son amoureuse Mabel, qui esquive. Il monte à la chambre d'Angèle, réclame une fellation et, tandis qu'Angèle s'exécute, il lui fracasse la grosse bouteille sur la tête. Tout le monde tombe sur lui pour le maîtriser et le tabasser.
Angèle n'est pas morte, mais les plaies sont profondes. Cantaloup décide d'envoyer sur-le-champ toutes les femmes en France : Ursule et la Joconde à Rennes comme prévu, et les autres rue de Lappe, chez le petit François. Les hommes vont rester, car leur fuite serait comme un aveu.
Angèle est soignée par le docteur Yugenbitz. On prévient le major Purcell, pour qu'il vienne veiller sur elle. La bande ne retourne pas à la Leicester Pension. Elle loge à droite et à gauche. L'argent commence à manquer, car les filles ne sont plus là pour en rapporter. Angèle était très généreuse avec Ferdinand et avec la bande, mais elle a perdu la raison. Et Purcell ne veut plus donner d'argent.
Ferdinand songe un moment à trahir ses amis. Partout, en ville, ce ne sont que défilés de fanfares et de soldats partant pour la France. C'est le grand enrôlement. Aumone, Rodriguez, Tresore, Peacock et le petit René sont arrêtés.

### LondresIII
Enfreignant les consignes de Cantaloup, Ferdinand et Borokrom retournent chez la mère Crockett, où Borokrom se bat contre le videur, puis contre l'ours d'un Gitan. Le corps de Bijou est repêché, à l'endroit et dans les temps prédits par Cantaloup. Moncul, de son côté, est de plus en plus difficile à contrôler. Il veut retrouver sa véritable identité : « Moi c'est moi ! Moncul ! »
Yorick se fait arrêter à son tour. Cantaloup s'efforce de faire parvenir de l'argent aux prisonniers pour qu'ils se paient des avocats. Il ne veut pas remettre Sophie sur le tapin, car il n'a aucune confiance en elle. Elle parlerait trop. Ferdinand rend alors visite à Angèle dans l'institution Saint-Irénée où le major Purcell l'a placée. Son état ne s'améliorera jamais. Elle ne reconnaît pas Ferdinand. Elle n'a pas d'argent, car Purcell paie son séjour à l'avance, semestre par semestre.
Pour ne pas éveiller les soupçons des voisins, les proxénètes ont fait semblant de déserter la maison d'Angèle. En fait, ils vivent dans la cave, dormant sur de la paille, entourés de cartons en guise de mobilier. En vendant l'argenterie de Purcell, ils peuvent enfin payer avocats et cautions, et faire sortir de prison leurs amis, sauf Lawrence, le petit René, Yorick, Aumone et Tresore, pour cause de flagrant délit.

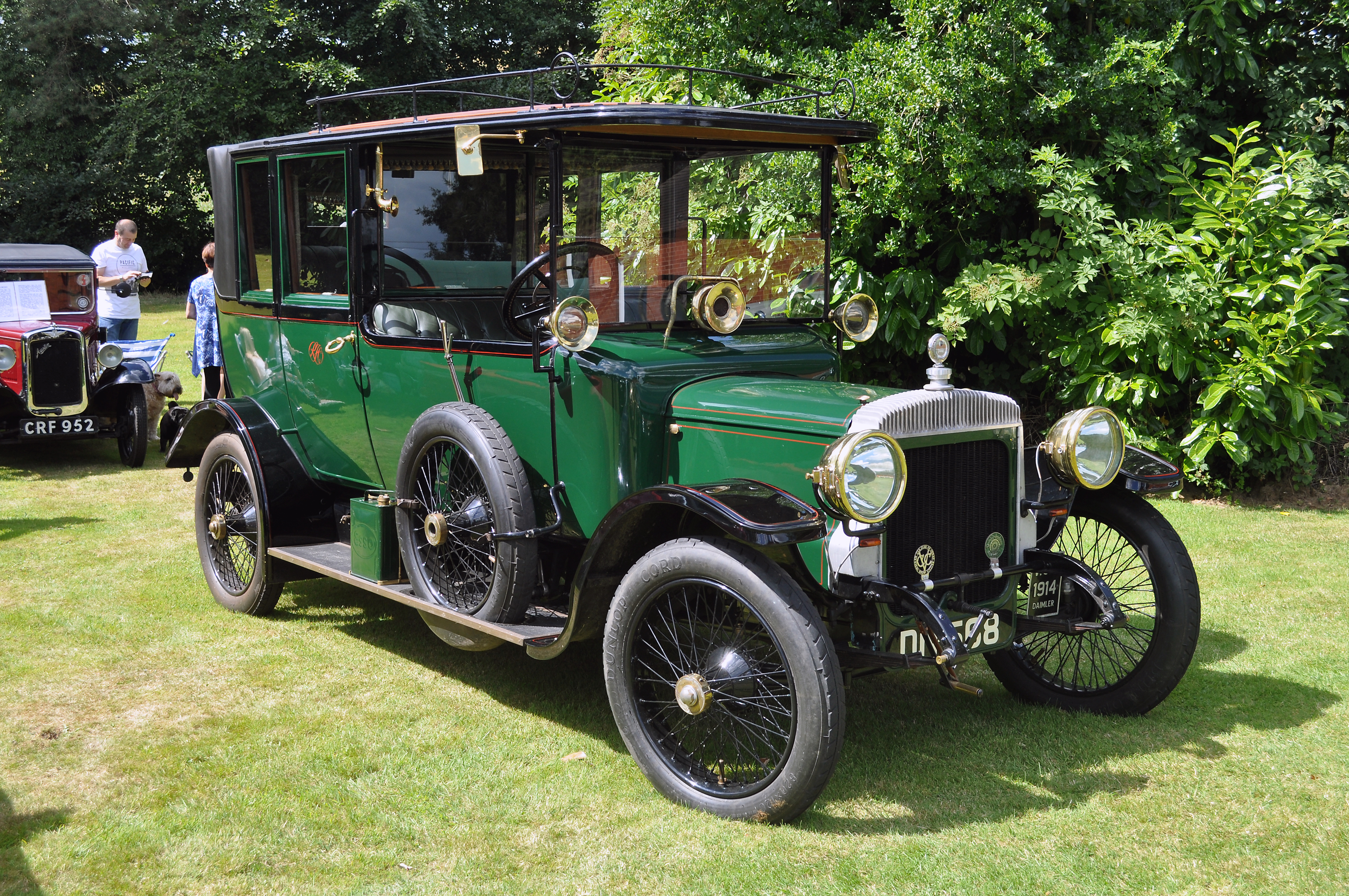
Daimler Twenty de 1914.

Cantaloup demande à ceux qui ont été libérés de ne plus se rencontrer. Ils respectent la consigne pendant dix jours, puis se retrouvent avec Moncul pour des fêtes exubérantes au Café des Princes. Ils y sont surveillés de près par des rivaux belges jaloux et par des policiers. Cantaloup décide d'intervenir. Il se rend sur les lieux et somme les fêtards de déguerpir. Moncul se rebiffe. Des proxénètes belges l'excitent en l'appelant avec insistance « Bijou ». L'assassin de Bijou finit par exploser : « Je l'ai crevé le Bijou moi ! » claironne-t-il. Trois policiers s'approchent. Lorsque Moncul sort son arme, Cantaloup se jette sur lui pour l'empêcher de tirer. C'est lui qui reçoit les balles. Les policiers ripostent et vont chercher du renfort. Moncul est gravement atteint. Les Français emportent les deux blessés et les chargent dans une Daimler stationnée devant la porte. On dépose les deux hommes dans la maison d'Angèle. Moncul est mort. On le laisse dans la cave. Cantaloup meurt un peu plus tard, au premier étage.
Tandis que tous sont réunis autour de Cantaloup, Mabel hurle son désespoir à genoux dans la cave, près du cadavre de Moncul. Elle exige une bougie pour le veiller. Le chat Mioup renverse la bougie, qui enflamme paille et cartons, et bientôt toute la maison. Mabel, qui est ivre, se précipite au premier étage, puis retourne se jeter dans la fournaise. Tous les autres se sauvent.
La nuit, ils dorment sur des péniches, à Chelsea. Le jour, ils volent à la tire dans le métro. Sophie part avec un facteur. Borokrom, Yugenbitz et Rodriguez vont tenter leur chance en France, où ils espèrent passer du bon temps avec des femmes. Ferdinand refuse de les accompagner, par crainte d'être renvoyé au front.

## Personnages
« La galerie de portraits masculins, dit Régis Tettamanzi, regorge d'imbéciles, voire de fous furieux, voyous patentés, brutaux, sans vergogne ni compassion. »

### Déjà présents dansGuerre
- Ferdinand, le narrateur, 22 ans[35]. Grièvement blessé au front, décoré de la médaille militaire, il vit maintenant à Londres. Il a pris la succession de son défunt ami Cascade en tant que souteneur d'Angèle. Hanté par la guerre, il a du mal à en faire mesurer l'horreur à ses compagnons de Londres : « C'est la guerre en face, que j'ai ajouté. C'est la vraie guerre, c'est pas comme ici. Vous allez trouver une garce différence… Tout du sadique là-bas[36]. »
- Angèle, prostituée. En France, elle a dénoncé aux autorités militaires son souteneur et mari Cascade, ce qui a valu à ce dernier d'être fusillé. Elle est à présent entretenue par le major Purcell. Elle n'est pas avare d'argent vis-à-vis de Ferdinand, qui éprouve pour elle une passion forte[37]. Parfois « énamourée[38] », elle a cependant de « drôles de manières[39] » : elle apparaît vicieuse[40], perverse[41], capricieuse, traîtresse[42]. Et, bien sûr, elle a prouvé à quel point elle est dangereuse[39].
- Major Cecil B. Purcell, riche client d'Angèle. Chef de l'entreprise Biggleton-Wickers.

### Personnages principaux deLondres
- Le Tatave, dit Cantaloup, caïd des proxénètes français de la Leicester Pension[43].
- La grande Ursule, régulière de Cantaloup. Particulièrement brutale quand il s'agit de mettre au pas les nouvelles arrivées — le délicat Cantaloup se tenant à l'écart de ces choses-là.
- Madame Council, veuve d'un officier, patronne de la pension Leicester. Elle feint de ne pas s'apercevoir de ce qu'est devenu son établissement.
- Bijou, proxénète, mais en France : il possède une femme en maison à Bordeaux, une autre à Nîmes. Très certainement indicateur. Tout le monde se méfie de lui. Excellent danseur.
- Charles Aumone, ancien proxénète. Jadis trahi par une fille, il a été condamné à deux ans de « dur labeur », avec vingt coups de chat à neuf queues à l'entrée, vingt coups à la sortie. Il en est marqué à tout jamais, plus encore au moral qu'au physique. Il a repris son activité première d'artiste peintre.
- Mabel, domestique irlandaise de la pension.
- Rodriguez Ostende, « plusieurs noms mais pas de nationalité bien définie[44] ». Il hésite à s'en choisir une. Il voudrait être sûr qu'elle n'aille pas à la guerre. Il ne fait pas dans le proxénétisme, mais dans le jeu, toutes les sortes de jeu. Depuis l'âge de seize ans, il est interdit à Monte-Carlo. « Cinquante-deux kilomètres de poursuites judiciaires[45]. »
- Joseph Tribule, qui se fait appeler William. Policier français en mission à Londres. Ferdinand le juge « tout à fait sympathique, et engageant et franc du soufflet[46] ». Malheureusement, il aime trop le whisky et il aime trop recevoir des coups de trique de sa compagne Adolphine, elle-même portée sur l'anisette. Un jour il jette Adolphine par la fenêtre, du troisième étage.
- Stephan Borokrom, ami des proxénètes de la Leicester Pension. Ancien terroriste bulgare ayant « adhéré à bien des partis, tous révolutionnaires[47] ». Lourd, puissant, très sale, répugnant, porté sur le viol. Il a connu le bagne, mais a eu la satisfaction de se venger en lançant une bombe sur l'archiduc et sa femme. Chassé de tous les pays. À Trafalgar Square, il harangue les passants debout sur une caisse à savon. Bon musicien, il joue de l'harmonica, de l'accordéon, du piano et de l'orgue. Un véritable talent pour raconter des histoires aux enfants.
- Orbitane, « l'ancienne terreur d'Albanie, il a plus de vingt-deux complots sur la conscience[48] ». À présent, prêteur sur gages. Il emploie Borokrom comme gardien, et le loge.
- Baronet Cool Lawrence Gift, authentique aristocrate à monocle, capitaine en retraite, ami de Borokrom et des proxénètes de la Leicester Pension. Débauché, alcoolique, farfelu, il joue à toutes les courses, il a des dettes partout. Généreux, il organise des fêtes pour toute la bande des macs, dans « sa piaule[49] » du Savoy ou dans son manoir, à deux heures de Londres. Il a aussi trois maisons en ville.

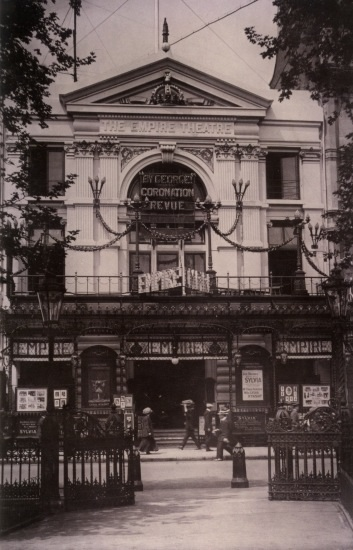
de Leicester Square. Les Peacock s'y produisent.

- Colonel Carmonil de La Silva, diplomate très porté à sodomiser les boy-scouts et à s'exhiber sur le Strand devant les dames, ce qui lui vaut une surveillance rigoureuse de la police. Il ne sort que la nuit. Quand il se trouve loin des tentations de la chair et du jeu, il se montre « un compagnon de grande finesse, d'une exquise courtoisie, prenant à ne froisser quiconque les plus grands ménagements[50] ».
- La famille Peacock. Jongleurs aux sabres, revolvers et couteaux qui logent à la Leicester Pension.
- La mère Crockett, tenancière d'un bouge sur les quais, où elle organise des pugilats. Elle aime à montrer son derrière tatoué d'un petit oiseau à droite et de « For Ever » à gauche.
- Le chef de la gare des morts. Dans sa gare, on embarque les cercueils pour le cimetière, distant de trente kilomètres. Petit, mais courageux. Adroit et furieux boxeur, il n'hésite pas à affronter le colosse Borokrom.
- Athanase Yugenbitz, Juif polonais, médecin des pauvres. Ses idées réformatrices lui valent d'avoir franchi « trente-cinq frontières la paille au cul[51] ». Ses trois filles, Sylvie, Rachel et Sarah sont nées la première dans les Carpates, la deuxième à Berlin, la troisième à Montpellier. Yugenbitz et sa famille constituent les seuls personnages positifs du livre. Le docteur est désintéressé, généreux, très hospitalier. Il ne dénonce pas ses hôtes, ce qui lui vaudra plus tard la confiance des proxénètes de la Leicester Pension. Il initie à la médecine un Ferdinand qui n'en revient pas : « Je l'intéressais tout simplement alors comme moi seulement, comme un homme ? C'est la première fois que ça m'arrivait. J'y croyais à peine. Jamais personne, surtout d'instruit, avait encore fait attention à ce que je pensais ou ne pensais pas[52]. »
- Madame Yugenbitz, Russe, « la charité même ». Elle se prive à table pour les autres[53].
- Sarah Yugenbitz, cinq ans, la plus jeune des filles du couple. Fascinée par les contes de son grand ami Borokrom, qui magnifient la réalité. Borokrom lui joue aussi de l'harmonica.
- Cachepince, prostituée de Tresore chargée de retrouver la trace de Ferdinand, Borokrom et Bijou, lorsqu'ils se cachent dans la maison de Yugenbitz.
- Tresore, proxénète italien de la Leicester Pension. Râleur, intransigeant et cruel. Pour un shilling détourné, il tranche au rasoir le doigt de ses prostituées. Certaines ont déjà trois doigts en moins, et en sont fières[54].
- Yorick, septuagénaire écossais en kilt, ancien souteneur, vingt-cinq ans de pénitencier, « zébré depuis la cravate aux talons[55] » par le chat à neuf queues. Joue de la flûte et de la cornemuse. Souvent utilisé comme commissionnaire par les proxénètes de la Leicester Pension, car il sait mieux que personne se faufiler sans être vu, « pouloper vingt-cinq miles dans la journée à son âge et rien que par les ruelles et les impasses[56] ». Il se dirige sans difficulté dans le brouillard.
- Toto Sabiani, souteneur corse de Jenny. Cantaloup lui inflige une sévère leçon de savoir-vivre.
- La Joconde, prostituée tuberculeuse, la plus jeune des ouvrières de Tresore. Un jour par semaine, un policeman irlandais vient la chercher pour prendre l'air et manger sur l'herbe. Elle est bientôt imitée par Suzon les Petits Pieds et par Hortense, et par toutes les filles de la Leicester Pension. Elle finit par quitter les lieux et tapiner pour le policeman. Mais, au bout de trois mois, elle tombe enceinte. Le policeman, qui est marié avec deux enfants, la ramène à la pension. Il est prêt à tout pour qu'elle ne subisse pas une correction[57]. Tresore vend ensuite l'infidèle à Cantaloup.
- Lady, danseuse américaine que Ferdinand trouve trop belle pour lui. Cantaloup lui refuse de la drogue, car il ne veut pas qu'elle s'abîme.
- Sophie, seize ans, sœur d'Angèle. Jugée peu sûre.
- Julien Tregonet, dit Je-l'emporte, dit Moncul, « placeur[58] », énorme costaud, zouave qui revient des tranchées de Craonne, blessé trois fois, borgne, décoré de la médaille militaire. Insupportable hâbleur, parfait imbécile, violent, irresponsable, il prétend devenir le caïd de la Leicester Pension, ce qui provoque une bagarre avec Cantaloup.
- Oscar,  parfois appelé Arthur, videur chez la mère Crockett.

## Accueil critique
Pierluigi Pellini, dans Le Monde, juge Londres « moins intéressant » que Guerre : « Il y a dans Guerre des passages sur la famille, le rapport à la tradition, la représentation de la guerre, l'héroïsme qui sont très éclairants et parfois magnifiques. Dans Londres, il y a sans doute aussi des pages réussies, mais diluées, en quelque sorte, dans un contexte très anecdotique. On est très loin de la densité du meilleur Céline. »
Jean-Claude Renard, dans Politis, trouve le roman « truculent » : « Comme Guerre, Londres ne manque pas de fulgurances littéraires. Elles sont même nombreuses. À côté d'un art de la description du paysage urbain alentour, ce sont surtout l'art du portrait et les relations humaines qui frappent dans ce roman épique […] Londres fourmille de personnages hauts en couleur. Céline forçant le trait […] Céline s'amuse (c'est évident qu'il s'amuse), s'autorisant toutes les exagérations. »
Pour David Fontaine, dans Le Canard enchaîné, il s'agit d'une « plongée crue, violente, effarante, dans la prostitution d'abattage et ses techniques ». Après Guerre, dit-il, Londres « paraît un roman-fleuve plus orchestré, dense et ramifié, dont l'intrigue complexe suit les méandres de la Tamise, restituant tout un demi-monde qui chatoie, avec des errances picaresques, des scènes de rixe hallucinantes et des moments de mélancolie enivrante […] La science du contraste, voire l'art de la contradiction, propre à Céline est aussi là tout entière […] Céline n'a pas fini d'étonner par ses paradoxes, ses délires et ses formules. »
« Orgies, tortures et passages à tabac, dit Gilles Heuré dans Télérama, scènes de sexe crues : tout est ici d'une outrance agrémentée de délires lexicaux stupéfiants. Les flonflons de la propagande continuent d'assaillir le blessé dont la tête meurtrie « bourdonne » toujours, et excitent la haine sociale qu'il éprouve pour les « moraux », les pères, les soldats, les patrons. »

## Guignol's BandetLondres
Guignol's Band (paru en 1944) et Londres s'inspirent d'une même expérience : le séjour de Céline à Londres en 1915 et 1916. Cependant, les deux histoires sont différentes,. Et Londres n'est « pas du tout le même livre » que Guignol's Band, dit Yves Jaeglé dans Le Parisien : « Dans Londres, Céline est d'une crudité que rien n'arrête, organique, langue gorgée de fureurs, d'odeurs, de sueur […] Un écrivain « plus pornographique », qui rompt avec ses débuts. »
Dans les deux romans, les déambulations des personnages permettent de découvrir la ville. Mais, dans Londres, Céline procède « par touches impressionnistes » plutôt que par longues descriptions. Les lieux sont à peu près les mêmes, mais Londres apporte « d'autres angles, d'autres éclairages ».
On trouve dans les deux romans des personnages portant le même nom, mais de caractères différents : Angèle, la Joconde, Borokrom. D'autres n'ont pas le même nom, mais présentent quelques traits communs : le Cascade de Guignol's Band et le Cantaloup de Londres, le Nelson de Guignol's Band et l'Aumone de Londres, le Clodovitz de Guignol's Band et le Yugenbitz de Londres.